# Río Arlés
El arroyo Arlés o Arlas es un curso de agua del interior de la península ibérica, afluente del Tajo por la derecha. Discurre por la provincia española de Guadalajara.

## Curso
Tiene su nacimiento en el término municipal de Berninches, en el paraje llamado Valdelasfuentes, y desemboca en el río Tajoen el término de Pastrana, en el despoblado de La Pangía, después de recorrer los municipios de Alhóndiga y Valdeconcha. Es de pobre caudal, aunque suficiente para regar los huertos de estos términos y, antiguamente, mover incluso las ruedas de los molinos que a sus orillas se articularon. 
Pedro de Esquivel, en su Mapa de la provincia calatrava de Zorita (1551), lo refleja bajo el nombre Darbos. La leyenda le atribuye posibilidad de encontrar metales preciosos, sobre todo en su cabecera, que tiene traslado oral en el refranero popular de Berninches: «si el río Arlés hablara, rica España se hallara».
Aparece descrito en la Descripción física, geognóstica, agrícola y forestal de la provincia de Guadalajara de Carlos Castel y Clemente con las siguientes palabras:

Arroyo Arlas. Tambien por la márgen derecha, y frente á Zorita de los Canes, desagua en el Tajo el arroyo Arlas, ó de Pastrana, el cual nace en el término de Berniches y se dirige paralelamente al rio principal por Alóndiga, Valdechoncha y Pastrana. Su curso es poco variado, y sus aguas se utilizan para el riego, especialmente en los dos últimos pueblos.
(Castel y Clemente, 1881, p. 28)

## Cartografía
- Hojas 537, 561 y 562 a escala 1:50.000 del Instituto Geográfico Nacional.